# Diocesi di Augusta (Cilicia)
La diocesi di Augusta (in latino Dioecesis Augustana) è una sede soppressa del patriarcato di Antiochia e una sede titolare della Chiesa cattolica.

## Storia
Augusta, le cui rovine dal 1955 sono sommerse dal lago della diga di Seyhan, a nord di Adana in Turchia, è un'antica sede episcopale della provincia romana della Cilicia Prima nella diocesi civile d'Oriente. Faceva parte del patriarcato di Antiochia ed era suffraganea dell'arcidiocesi di Tarso, come attestato da una Notitia episcopatuum datata alla seconda metà del VI secolo.
Sono quattro i vescovi conosciuti di quest'antica diocesi: Pisone, che partecipò al concilio di Antiochia del 363; Tariano, che fu tra i padri del concilio di Efeso del 431 e prese parte ad una riunione episcopale a Tarso nel 434; Teodoro, che assistette al concilio di Calcedonia nel 451; e Sereno, menzionato nella corrispondenza di Severo di Antiochia.
Dal XIX secolo Augusta è annoverata tra le sedi vescovili titolari della Chiesa cattolica; la sede è vacante dal 12 maggio 1979.

## Cronotassi

### Vescovi greci
- Pisone † (menzionato nel 363)
- Tariano † (prima del 431 - dopo il 434)
- Teodoro † (menzionato nel 451)
- Sereno † (prima metà del VI secolo)

### Vescovi titolari
- Ernesto Angiulli † (21 maggio 1894 - 11 maggio 1918 deceduto)
- Joaquim Rafael Maria d'Assunçâo Pitinho, O.F.M. † (16 dicembre 1920 - 15 novembre 1935 nominato vescovo di Santiago di Capo Verde)
- Antonio Rocca † (27 giugno 1936 - 12 maggio 1979 deceduto)